# Franca Treur
Franca Treur, née en 1979, est une écrivaine hollandaise et une pigiste pour le NRC Handelsblad et nrc.next .

## Biographie

### Enfance et éducation
Franca Treur grandi dans une famille d'agriculteur de l'Église réformée, à Meliskerke (Zélande). Après des études secondaires au Calvijn College, elle étudie la psychologie à l'Université de Leyde. Plus tard, elle passe d'une formation en néerlandais à une formation en critique littéraire. À Leyde, elle devient un membre de la nouvelle association des étudiants Panoplia. Selon une entrevue à un journal au cours de ses études, elle découvre des similitudes entre les récits du Proche-Orient ancien et ceux de la Bible, ce qui l'a convaincue que ces histoires ont été purement inventées pour consoler les êtres humains. En outre, elle n'avait jamais réellement senti l'existence de Dieu. Par conséquent, elle abandonne sa foi, et informe le conseil d'administration de Panoplia le 11 septembre 2001.

### Carrière littéraire
En 2006, Franca Treur remporte le concours de dissertation sur le thème de « Macht en onmacht » (« Pouvoir et impuissance ») du Contrast Magazine et de nrc.next, avec sa pièce Maak iets van je leven! Maar wat? (Faites quelque chose de votre vie! Mais quoi?).
En octobre 2009, son premier livre Dorsvloer vol confetti (Aire de battage avec confettis) est publié. C'est un roman psychologique à propos d'une fille qui grandit dans la campagne profondément religieuse de Zélande à la fin des années 1980 et au début des années 1990. Bien que sa jeunesse lui serve d'inspiration, ce n'est pas une autobiographie. Le livre est vendu à plus de 150 000 exemplaires. En raison du sujet et de son contexte, son style est souvent comparé à des écrivains tels que Jan Siebelink et Maarten 't Hart, qui, comme elle, ont rompu avec le milieu réformé dans lequel ils ont grandi.
En 2010, Franca Treur remporte le Selexyz Debut Prize. Dorsvloer vol confetti a été nommé à plusieurs reprises, y compris pour le Prix littéraire AKO (liste longue) et le NS Publieksprijs. À la fin de 2010, Column Film annonce avoir acheté les droits du film pour Dorsvloer vol confetti. Il sort en 2014 en salle,.
En 2014, elle participe au Programme international d'écriture à l'Université de l'Iowa à Iowa City.

## Ouvrages

### Romans
- Dorsvloer vol confetti, 2009
- De woongroep, 2014
- Ik zou maar nergens rekenen op, 2015
- X&Y, 2016

### Recueil d'essais
- Zondig en Zeeland, 2012, en collaboration avec Freek de Jonge, Oek de Jong et autres.

### Adaptations filmographiques
- Dorsvloer vol Confetti, 2014